# Смаил Алагић
Смаил Алагић (31. октобар 1940, Приједор – Бања Лука 4. октобар 2017) је био југословенски фудбалер и тренер.
Поникао у Младости из Приједора, а пуну фудбалску афирмацију стекао у бањолучком Борцу. Средњу економску школу завршио је у Бањој Луци. У бањалучки Фудбалски клуб "Борац" дошао је 1957. године. Играо је за јуниорски и омладински састав у лиги СР БиХ. Био је стандардни првотимац "Борца" (1963- 1972), а неколико година и капитен. Један је од играча са највише одиграних утакмица у дресу "Борца". Био је у тиму који је 1970. ушао у Прву лигу Југославије. По завршетку играчке каријере остао је у клубу, завршио Вишу тренерску школу у Сарајеву и 20 година тренирао све категорије - од јуниора до првог тима. Седам година био је тренер у Пољској, Њемачкој и Данској.